# William Pumphrey
William Pumphrey (1817 – 1905) byl anglický pionýr fotografie působící v Yorku.

## Život a dílo
Pumphrey byl Kvaker a začínal jako učitel věd na Bootham school v Yorku. Vlastní licenci zakoupil od Samuela Walkera, prvního Yorkského fotografa v červenci 1849, a pracoval v tomto oboru až do roku 1854. Během této doby často přednášel o vědeckých a příbuzných oborech. Ve skutečnosti pokračoval v přednášení – včetně chlapců v Boothamu – dokonce i poté, co nastoupil do funkce vedoucího soukromého azylu pro duševně choré v Yorku. Měl rád cestování, z cest vozil mnoho fotografií, například se scénami Švýcarska a jiných zemí, které s potešením promítal svým přátelům magickou lucernou.
V roce 1866 v areálu nemocnice Bootham Park uspořádal výstavu Yorkshire Fine Art and Industry (Výtvarné umění a průmysl v Yorkshire), ve které zprovoznil dva otočné stereoskopy, z nichž každý obsahoval 50 z jeho stereopohledů.